# Fatime Ibrahimi
Fatime Ibrahimi (mac. Фатиме Ибраими; ur. 1898 lub 1999, zm. 31 grudnia 2012 w Selcach) – macedońska superstulatka pochodzenia tureckiego.
Nie ukończyła edukacji, posługiwała się językami macedońskim i tureckim. Miała dziesięcioro dzieci.